# Mantille
Cet article possède un paronyme, voir Mantilla.
La mantille est un couvre chef (écharpe) en dentelle drapée apparu en Espagne  et qui était traditionnellement porté par les femmes catholiques à la messe.

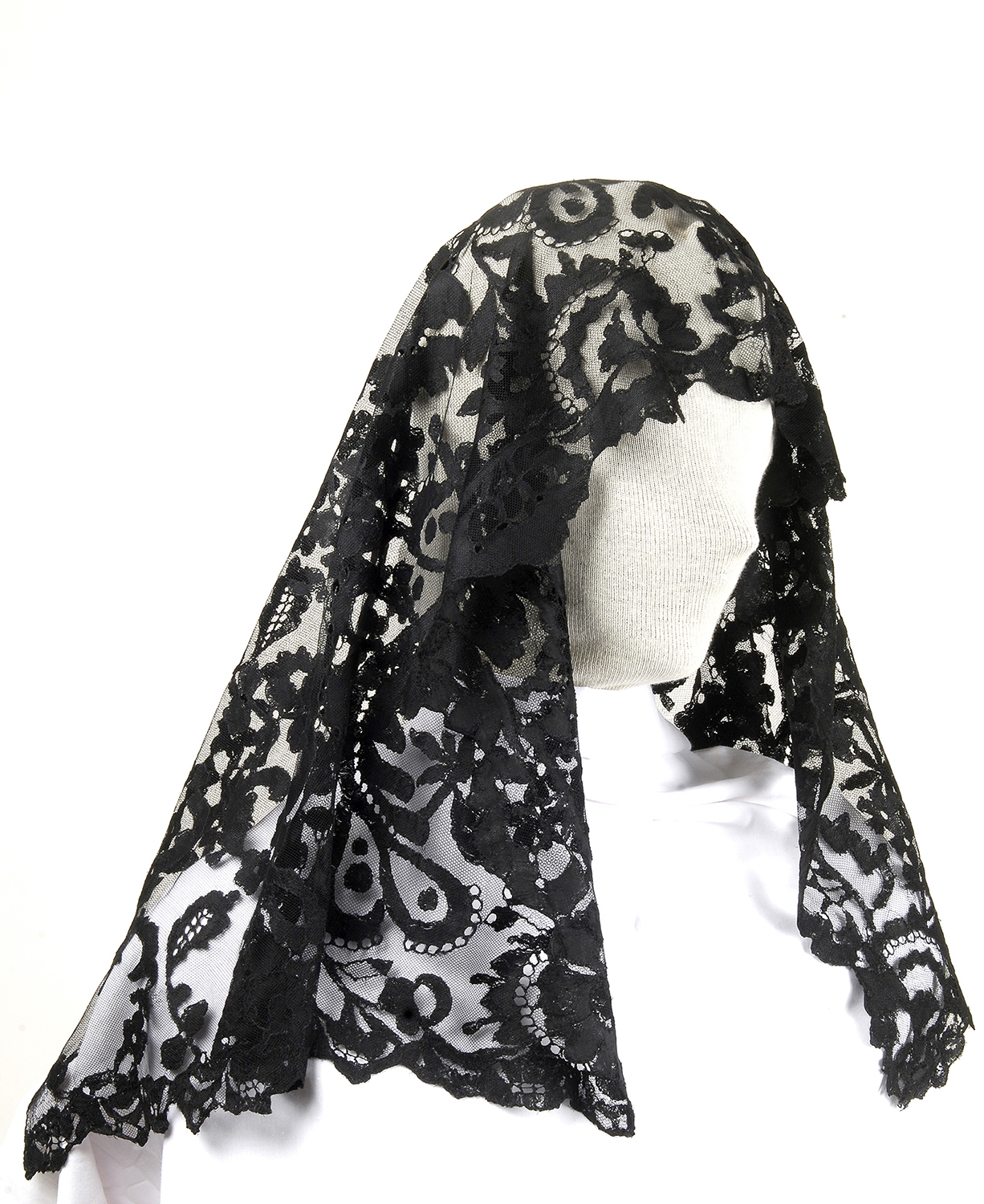
Mantille (XXe siècle).

## Définition
La mantille est un couvre chef  (écharpe) « de dentelle de soie, de tulle ou de toile de lin très fine. [Elle] fait partie du costume traditionnel de l'Espagne », et, selon la 8e édition du Dictionnaire de l'Académie française, une longue et large écharpe de soie ou de dentelle dont les femmes espagnoles se couvrent la tête et les épaules en la croisant sous le menton. 
Son nom, comme diminutif de l'espagnol manta, signifie « petite couverture ».

## Usage traditionnel

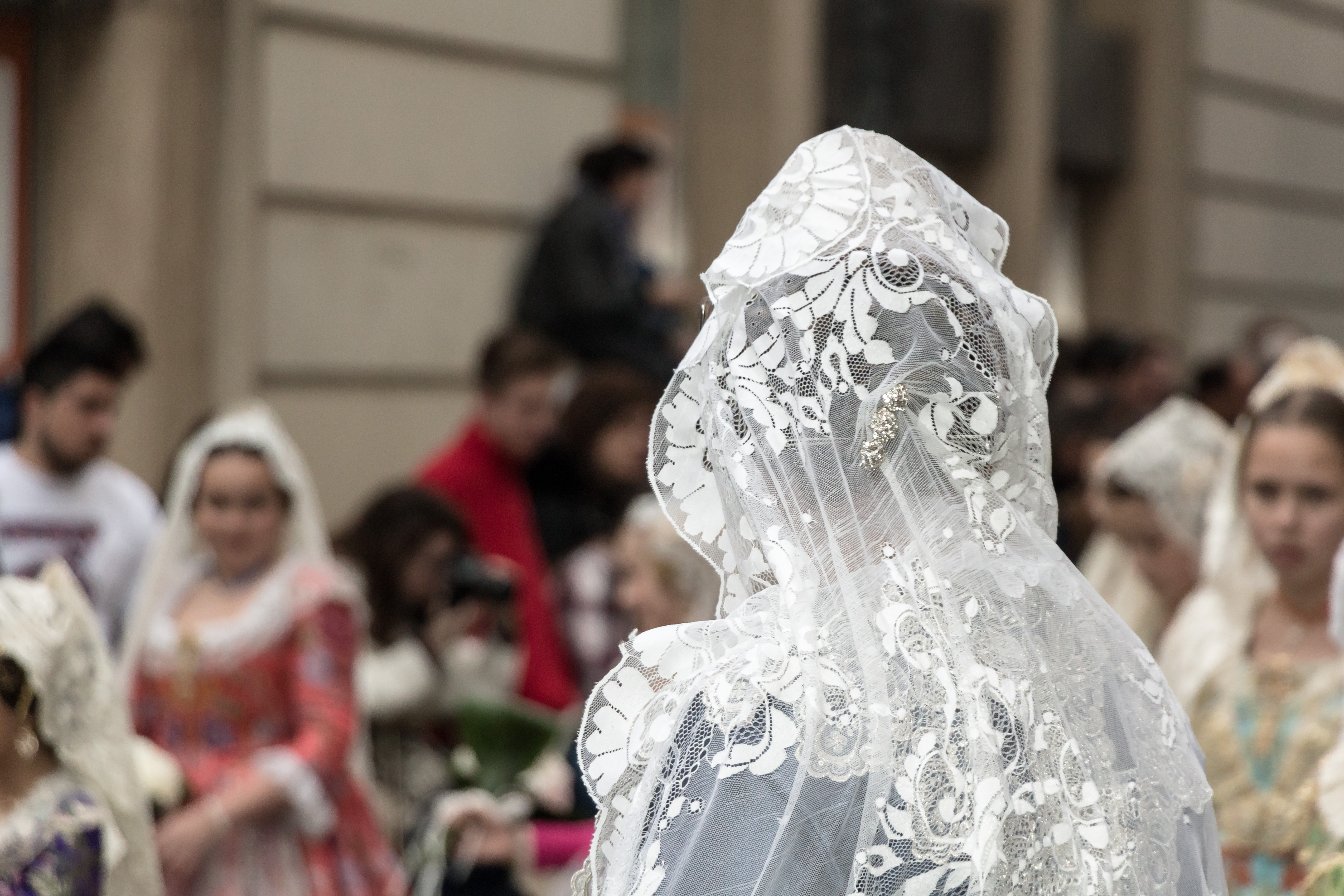
Détail d'une couverture blanche

L'usage de la mantille s'est développé aux XVIe  et  XVIIe siècles en Espagne, date à laquelle elle fait son apparition sur les tableaux de Velazquez. Toutefois, ce n'est qu'au XVIIIe siècle que son usage se répand dans les hautes sphères de la société. La reine Isabelle II en promeut l'usage au XIXe siècle.
La mantille est alors le couvre-chef usuel des femmes catholiques à la messe, couvre-chef justifié par :

« Toute femme, au contraire, qui prie ou qui prophétise, la tête non voilée, déshonore son chef : c'est comme si elle était rasée. Car si une femme n'est pas voilée, qu'elle se coupe aussi les cheveux. Or, s'il est honteux pour une femme d'avoir les cheveux coupés ou d'être rasée, qu'elle se voile. L'homme ne doit pas se couvrir la tête, puisqu'il est l'image et la gloire de Dieu, tandis que la femme est la gloire de l'homme. En effet, l'homme n'a pas été tiré de la femme, mais la femme a été tirée de l'homme ; et l'homme n'a pas été créé à cause de la femme, mais la femme a été créée à cause de l'homme. C'est pourquoi la femme, à cause des anges, doit avoir sur la tête une marque de l'autorité dont elle dépend. Toutefois, dans le Seigneur, la femme n'est point sans l'homme, ni l'homme sans la femme. Car, de même que la femme a été tirée de l'homme, de même l'homme existe par la femme, et tout vient de Dieu. Jugez-en vous-mêmes: est-il convenable qu'une femme prie Dieu sans être voilée ? »

— Première épître aux Corinthiens, XI, 5-13
Le code de droit canonique de 1917 rend obligatoire le couvre-chef pour les femmes dans une église.

## Usage actuel

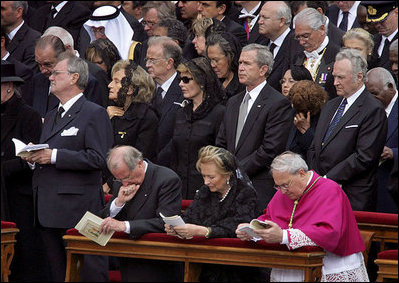
Maria José Rodrigues Ritta (Portugal, épouse du président Jorge Sampaio), Laura Bush (Première Dame des États-Unis), Bernadette Chirac (France, épouse du président Jacques Chirac), et la Reine Paola de Belgique portant la mantille aux funérailles de Jean-Paul II en avril 2005.

En France, le port de la mantille, comme de tout couvre-chef par les femmes à la messe, est tombé en désuétude à partir des années 1960, et le code de droit canonique de 1983 ne fait plus référence à une obligation pour les femmes de se couvrir à l'église. L'usage n'est maintenu en France que par la plupart des fidèles de la Fraternité sacerdotale Saint-Pie-X et par certains Catholiques romains adepte de la forme tridentine de la liturgie romaine.
Toutefois, l'usage s'est maintenu dans d'autres pays que la France (par exemple en Espagne où l'usage est de porter pour son charme une mantille légère, dans certaines régions, ou en certaines occasions).
Enfin, la mantille est toujours portée par les femmes ayant une audience avec le pape, bien que l'usage ne soit plus soutenu avec la même exactitude qu'auparavant. Ainsi, si Mary Robinson, ancienne présidente protestante d'Irlande, Raisa Gorbatchev, épouse de l'ancien secrétaire général du PCUS Mikhail Gorbatchev, et Angela Merkel, chancelière allemande, se sont présentées sans mantille devant le Pape, les personnalités présentes aux obsèques de Jean-Paul II et à l'inauguration du pontificat de Benoît XVI sont venues avec une mantille, de même que le font les épouses des souverains catholiques, ou encore Bernadette Chirac, l'épouse du président de la République Française. L'épouse du président des États-Unis porte aussi une mantille en présence du pape (ce fut le cas de Laura Bush,  de Michelle Obama et de Melania Trump ). 
Les reines catholiques ont le « privilège du blanc », le droit de porter une tenue blanche, avec une mantille blanche (de nos jours : la reine d'Espagne, la reine des Belges, la grande-duchesse de Luxembourg et la princesse de Monaco). Il n’en a pas toujours été ainsi pour Monaco, mais la Principauté, devenue membre de l’ONU en 1993, ne peut plus se voir contester sa qualité d’État souverain.